# Kościół św. Walentego w Konopiskach
Kościół parafialny pw. św. Walentego – kościół parafialny pod wezwaniem św. Walentego w Konopiskach.

## Historia
15 lipca 1901 roku podjęto uchwałę o konieczności budowy nowego kościoła. W 1903 r. rozebrano pierwszy drewniany kościół z 1615 roku, gdyż mimo przeprowadzonych remontów uległ ruinie. Plac pod budowę ofiarowało Towarzystwo Akcyjne B. Hantke, właściciel majątku Konopiska. Powstał on w latach 1903–1910, staraniem ks. Antoniego Bludzińskiego i został wykończony przez jego następców: ks. Leona Stawickiego i ks. Henryka Kołakowskiego. Konsekracji dokonał biskup Stanisław Zdzitowiecki 4 czerwca 1914 r.
6 lipca 2003 roku odbyła się uroczystość 100-lecia kościoła i konsekracja nowego ołtarza z umieszczeniem w nim relikwii św. Floriana.

## Wnętrze i wyposażenie

### Ołtarze
Ołtarz główny w stylu neogotyckim powstał w latach 1928–1930. Zdobią go figury św. Władysława, św. Kazimierza Królewicza i św. Stanisława Kostki wykonane przez Suchodolskiego z Sochaczewa. Grupę figur przedstawiającą uzdrowienie epileptyka przez św. Walentego wykonał Styczeń z Krakowa, a obraz św. Wawrzyńca częstochowski malarz B. Rutkowski.
Ołtarz boczny Najświętszej Maryi Panny powstał w 1921 roku. W ołtarzu umieszczono obraz Serca Pana Jezusa jako zasuwę. W następnym roku powstał drugi boczny ołtarz św. Barbary w tym samym stylu, z obrazem św. Józefa z Dzieciątkiem jako zasuwa ołtarzowa.
Ołtarze główny i boczne oraz ambonę z 1917 roku, zaprojektował i wykonał artysta rzeźbiarz z Częstochowy Antoni Małek.

### Organy
Organy wykonała firma Rieger w Karniowie, w Czechosłowacji. 25 głosowy instrument ustawiono w kościele w 1928 roku. Zaproszeni na uroczystość poświęcenia częstochowscy muzycy Kowalski i Edward Mąkosza, wykonali na nich kilka utworów, oceniając je jako znakomicie wykonane, odpowiadające najnowszym wymogom techniki i uznali je za najlepsze w okolicy.
Dyspozycja instrumentu:
| Manuał I                | Manuał II                 | Pedał             |
| ----------------------- | ------------------------- | ----------------- |
| 1. Mikstura 4-5 rzęd.   | 1. Pryncypał smyczkowy 8' | 1. Pryncypbas 16' |
| 2. Flet kwintowy 1 1/3' | 2. Eolina 8'              | 2. Wiolon 16'     |
| 3. Flautino 2'          | 3. Vox coelestis 8'       | 3. Subbas 16'     |
| 4. Wiola 4'             | 4. Amabilis 8'            | 4. Cello 8'       |
| 5. Oktawa 4'            | 5. Flet koncertowy 8'     | 5. Oktawa 4'      |
| 6. Kwintadena 8'        | 6. Róg giemsowy 4'        |                   |
| 7. Flet głęboki 8'      | 7. Flet rurkowy 4'        |                   |
| 8. Salicjonał 8'        | 8. Tercya 1 3/5'          |                   |
| 9. Gamba 8'             | 9. Kornet 3-4 rzęd.       |                   |
| 10. Pryncypał 8'        |                           |                   |
| 11. Bourdon 16'         |                           |                   |

### Dzwony
Na wieży wiszą 3 żeliwne dzwony z 1923 roku wykonane w Odlewni Żeliwa J.John w Łodzi. Mają tony: dis”, cis” i h’. Obecnie nie są używane.

## Galeria

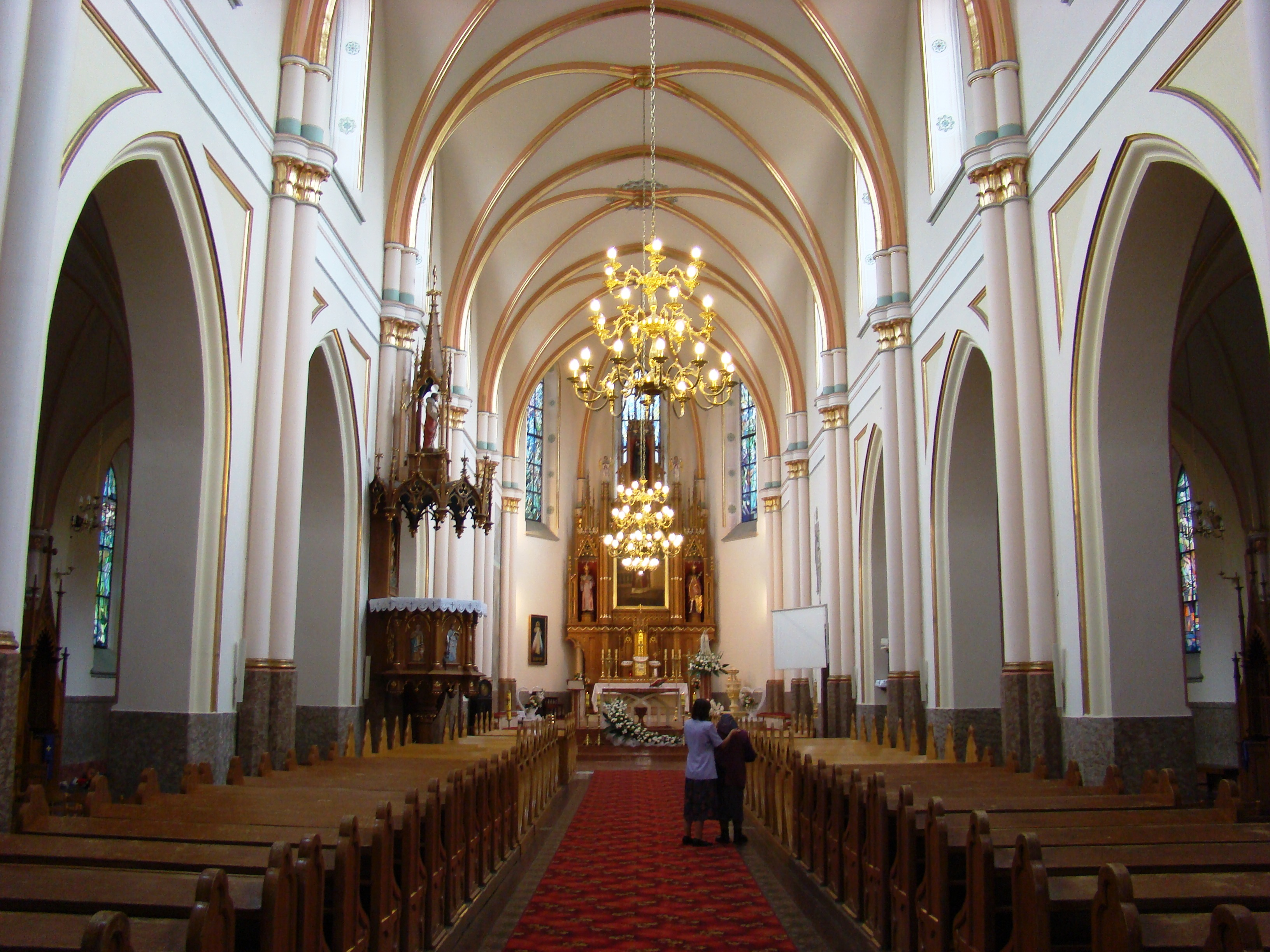
Wnętrze
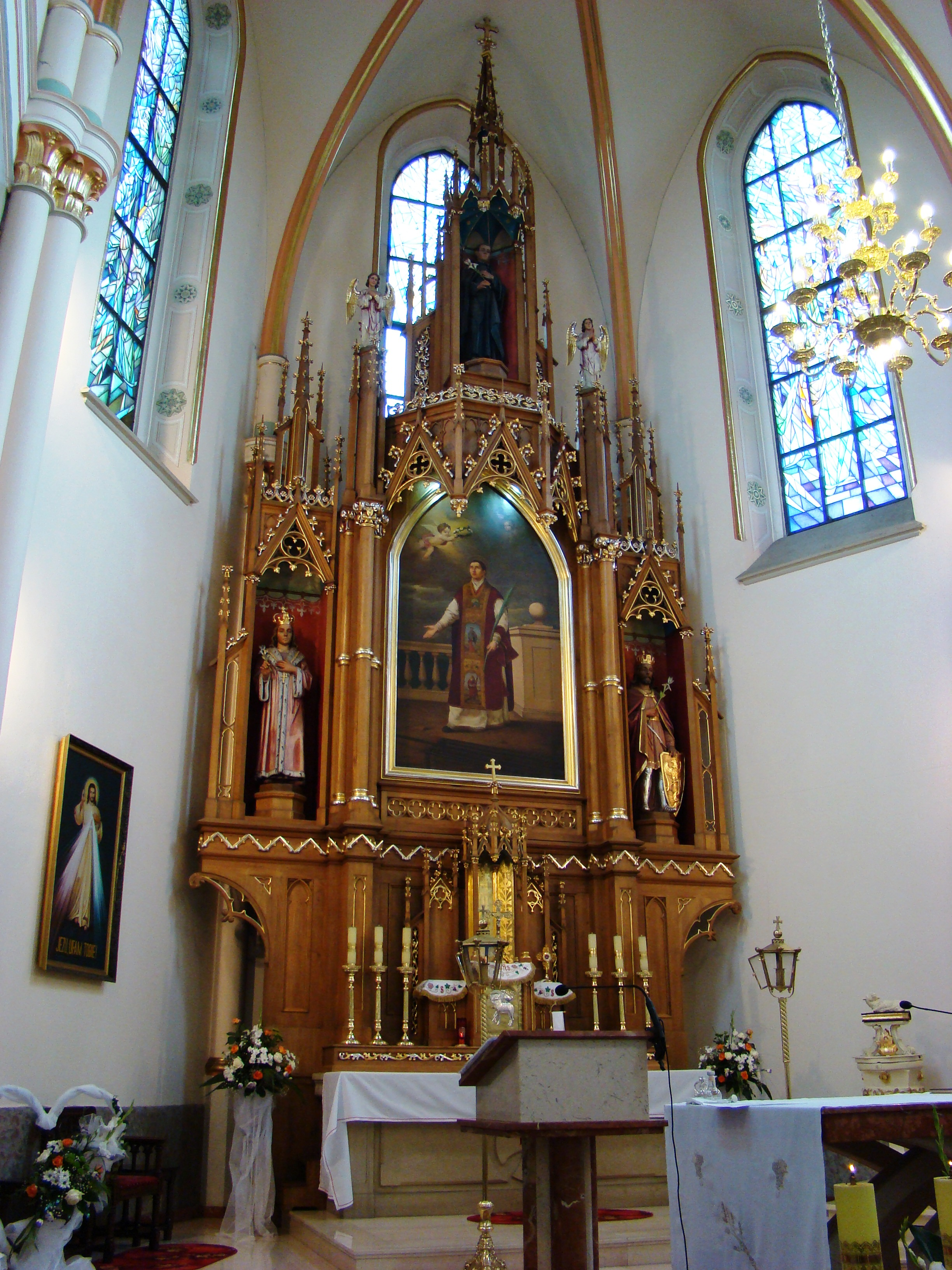
Ołtarz główny
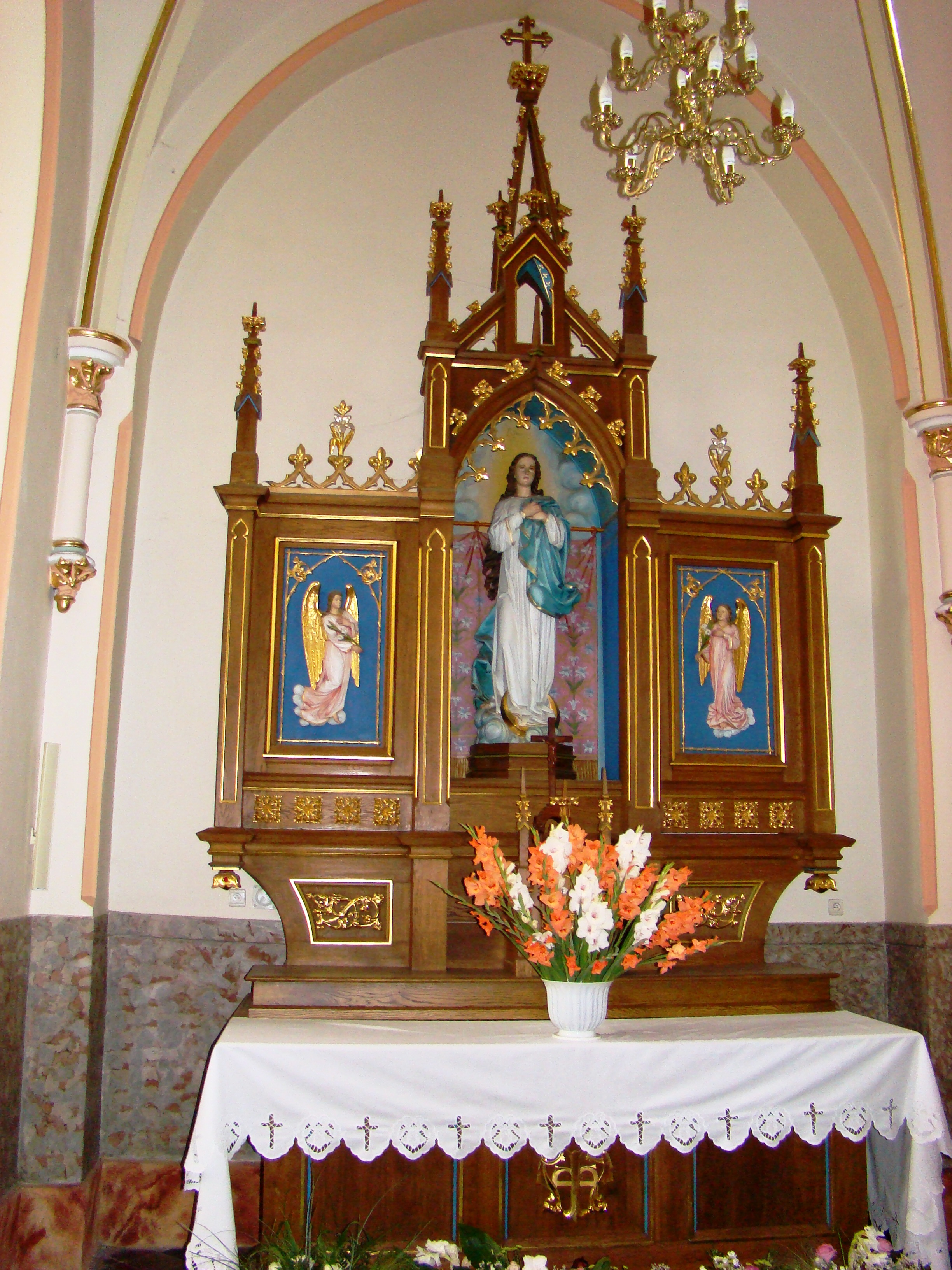
Ołtarz boczny NMP
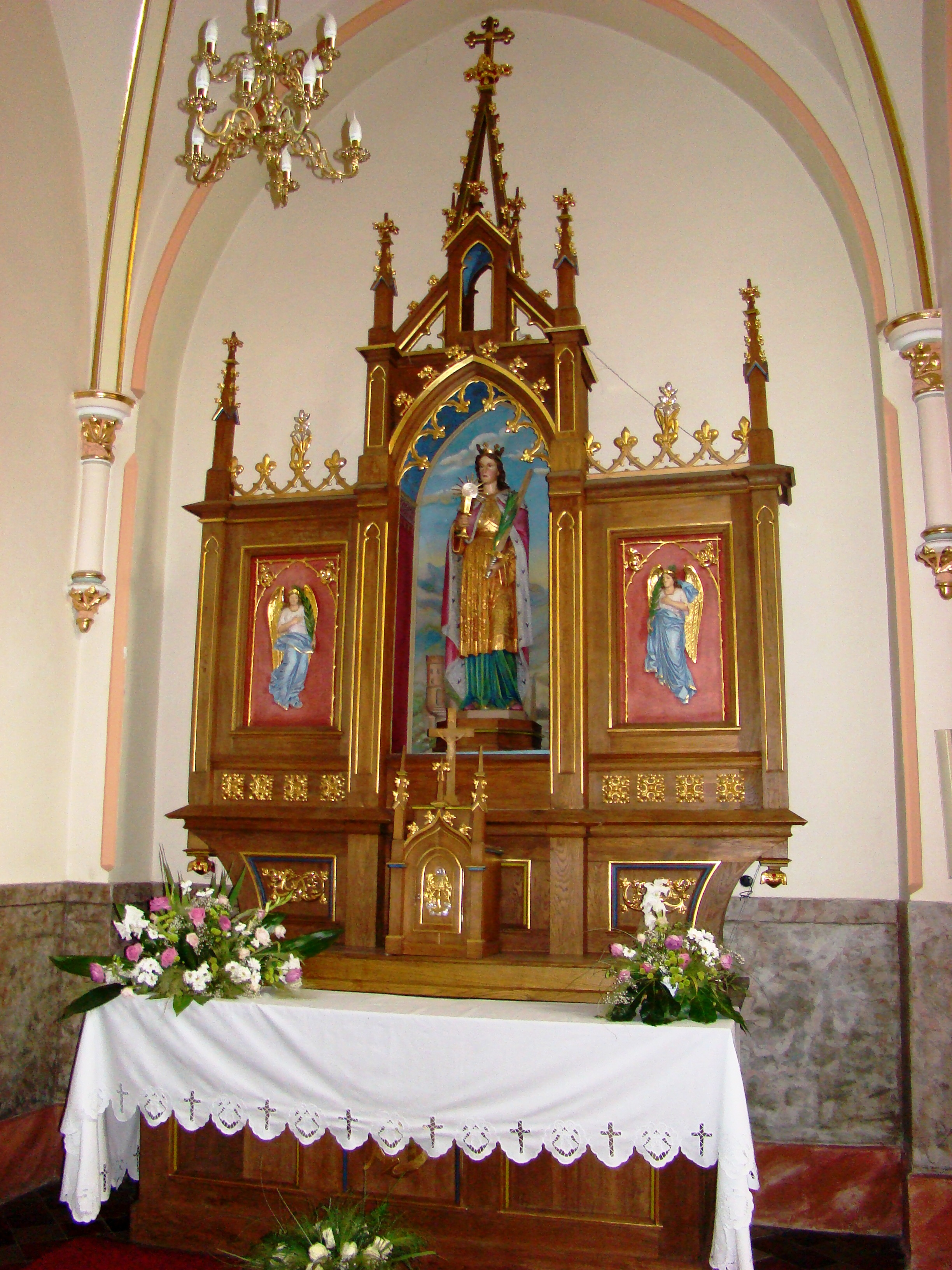
Ołtarz boczny św. Barbary